# Второй Никейский собор

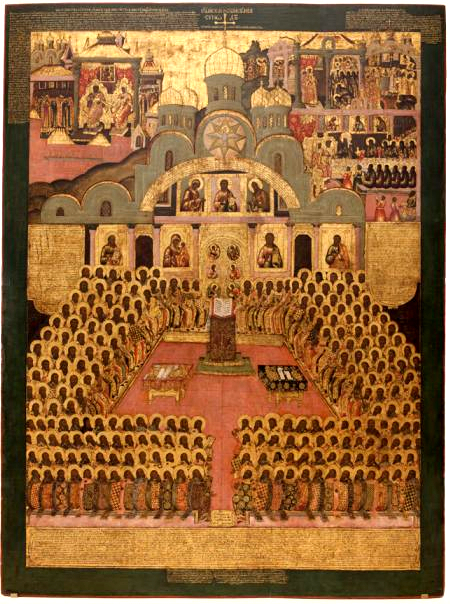
Седьмой Вселенский собор (икона XVII века, Новодевичий монастырь)

Второ́й Нике́йский собо́р или Седьмо́й Вселе́нский собор был созван в 787 году в городе Никее при императоре Константине VI и императрице Ирине (вдове императора Льва Хазара). Состоял из 350—366 человек, представлявших в основном восточную часть церкви, и двух легатов папы римского.
Собор был созван против иконоборчества, возникшего за 60 лет до Собора, при византийском императоре Льве Исавре, который, желая устранить препятствия к мирному соседству с мусульманами, считал необходимым упразднить почитание икон. Это течение продолжало существовать и при его сыне Константине V Копрониме и внуке Льве Хазаре.
В Православной церкви память святых отцов Седьмого Вселенского собора совершается в воскресенье, приходящееся на конец 1-й декады или начало 2-й декады октября (по юлианскому календарю).

## Подготовка созыва Собора
В целях подготовки к проведению Вселенского собора Ирина в 784 году организовала избрание нового патриарха Константинопольского вместо умершего патриарха Павла. При обсуждении кандидатов в Мангаварском дворце Константинополя после приветственной речи императрицы раздались возгласы в поддержку Тарасия, который не был духовным лицом, а занимал должность асикрита (императорского секретаря). Ирина желала видеть патриархом Тарасия («мы его же назначаем, но он не слушается»), а он, в свою очередь, поддержал идею проведения Вселенского собора. Присутствовавшая во дворце оппозиция утверждала, что созыв Собора нецелесообразен, так как на Соборе 754 года уже было принято решение, осудившее иконопочитание. Голос оппозиции был заглушён волей большинства.

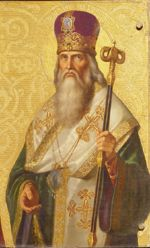
Патриарх Тарасий

Тарасия быстро возвели во все степени священства, и 25 декабря 784 года в праздник Рождества Христова он был поставлен патриархом Константинопольским, которым оставался в течение следующих 22 лет. После поставления избранный патриарх по традиции разослал всем предстоятелям церквей изложение своего вероисповедания. Дополнительно были разосланы приглашения на Вселенский собор, написанные от имени Ирины, её сына императора Константина и самого Тарасия. В Рим к папе Адриану I было также направлено приглашение принять участие в предстоящем Соборе:

…отправил в Рим соборные послания и книгу своего вероисповедания, которая и принята папою Адрианом. Писала также и царица к тому же папе и просила его прислать свои грамоты и мужей для присутствия на соборе.

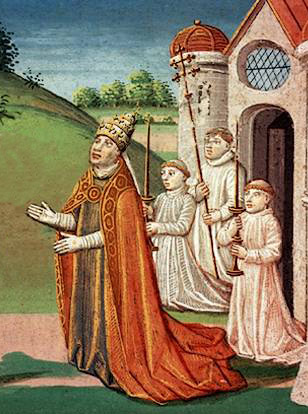
Папа Адриан I

27 октября 785 года был получен ответ папы Адриана, который позже с сокращением неприятных для Константинопольского патриархата высказываний (касавшихся, в основном, главенства Рима в христианской Церкви) был зачитан на Соборе. Понтифик высказался, что считает возможным восстановить иконопочитание только на основании святоотеческого предания, выдержку из которого он привёл в своём письме, но видя ревность о православии императрицы и патриарха, Адриан согласился на проведение Собора при выполнении следующих условий:
- торжественное анафематствование иконоборческого Собора 754 года в присутствии папских легатов;
- предоставление императрицей, патриархом и Сенатом письменной гарантии неприкосновенности папских легатов;
- возвращение в ведение Римской церкви областей Южной Италии, ранее переданных императором Львом III Исавром в ведение Константинопольского патриархата[5];
- неиспользование патриархом Константинопольским титула «Вселенский».

В своём письме папа назначил на Собор двух легатов: пресвитера Петра и игумена Петра, а также назвал Ирину и её сына новым Константином и новой Еленой, если они восстановят православие.

## Первая попытка открыть Собор в 786 году

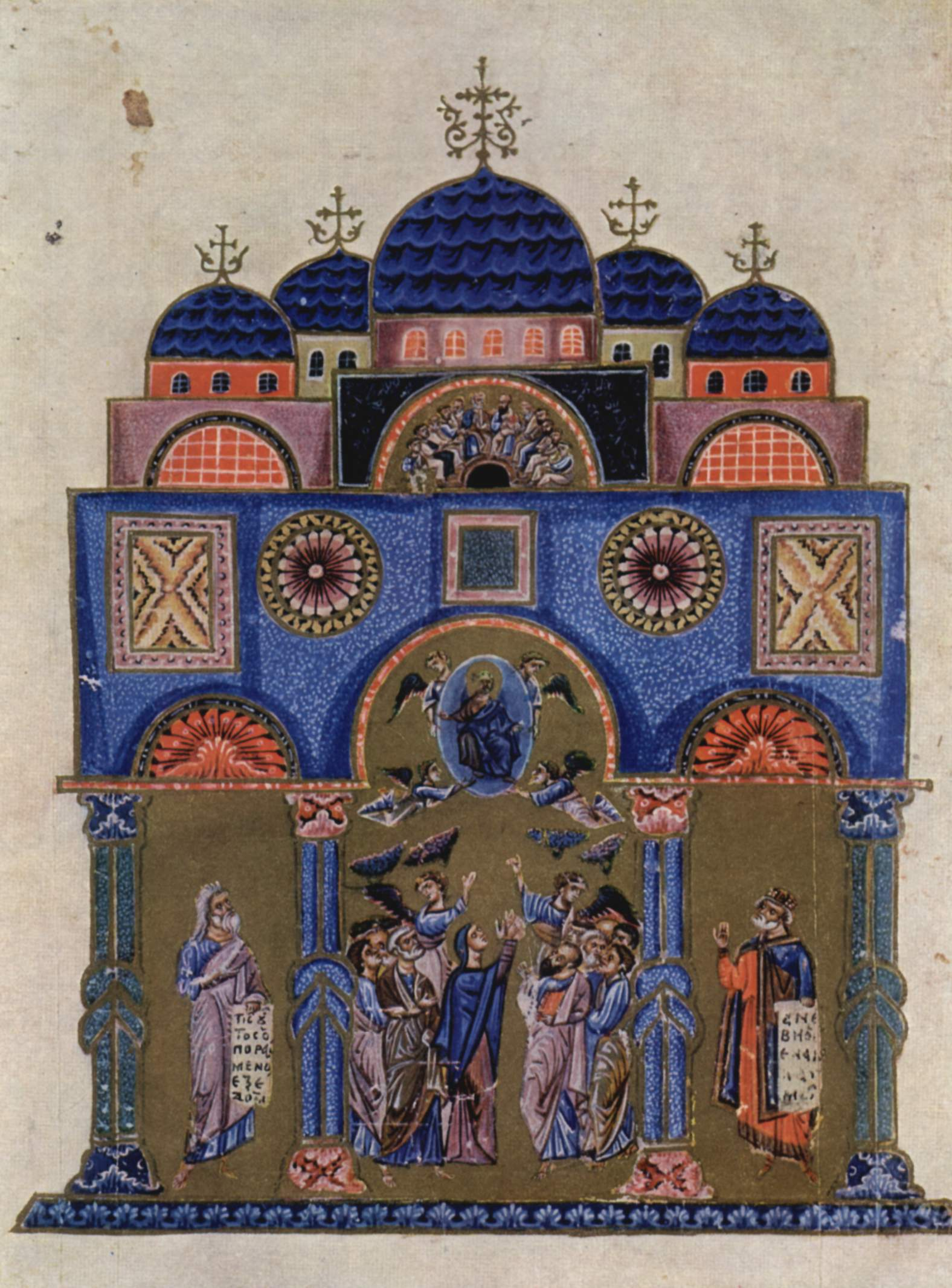
Церковь Святых Апостолов, в которой состоялась первая попытка открыть Собор (миниатюра из Ватиканского кодекса 1162 г.)

Открытие Собора было назначено в Константинополе на 7 августа 786 года. Приехавшие в столицу епископы-иконоборцы ещё до открытия Собора начали вести переговоры в гарнизоне, стараясь заручиться поддержкой воинов. 6 августа перед храмом Святой Софии прошёл митинг с требованием не допустить открытия Собора. Несмотря на это, Ирина не стала изменять назначенной даты, и 7 августа в храме Святых Апостолов Собор был открыт. Когда начали зачитывать святые писания, в храм ворвались вооружённые воины, сторонники иконоборцев:

Не допустим, — кричали они, — чтобы вы отвергли догматы царя Константина; пусть будет твёрдым и непоколебимым то, что на своём соборе он утвердил и законоположил; мы не допустим, чтобы в храм Божий вносили идолов (так они называли святые иконы); если же кто осмелится не повиноваться определениям собора Константина Копронима и, отвергая его постановления, станет вносить идолов, то сия земля обагрится кровью епископов.— Димитрий Ростовский. Житие святого отца нашего Тарасия, архиепископа Константинопольского. Азбука веры. Дата обращения: 28 марта 2021. Архивировано 28 ноября 2020 года.
Епископам, поддерживающим Ирину, ничего не оставалось, как разойтись. Пережив неудачу, Ирина приступила к подготовке созыва нового Собора. Под предлогом войны с арабами императорский двор был эвакуирован во Фракию, а верный иконоборцам гарнизон отправлен вглубь Малой Азии (якобы навстречу арабам), где ветеранам дали отставку и выплатили щедрое жалование. Константинополь был передан под охрану другой по составу гвардии, завербованной из Фракии и Вифинии, где взгляды иконоборцев не получили распространения.
Завершив подготовку к Собору, Ирина не решилась вновь проводить его в столице, а выбрала для этой цели отдалённую Никею в Малой Азии, в которой в 325 году состоялся Первый Вселенский собор.

## Работа Собора в 787 году
В мае 787 года Ирина вновь разослала приглашения с просьбой прибыть на Собор в Никею. Состав делегаций практически не изменился. От Рима были те же два легата по имени Пётр; двух восточных патриархов, не имевших возможности приехать из-за войн с арабами, представляли их синкелы Иоанн и Фома. Всего, по различным оценкам, на Соборе присутствовало 350—368 человек, но число подписавших его Деяние составило 308 человек. Седьмой Вселенский собор открылся 24 сентября и продолжался месяц.

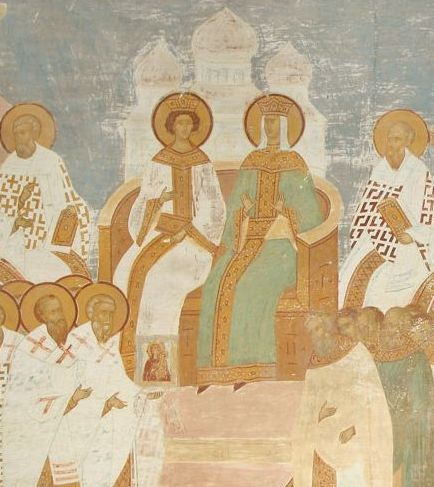
Императрица Ирина с сыном на Седьмом Вселенском соборе
(фрагмент фрески Дионисия, XV век)

Императрица Ирина и император Константин лично не присутствовали в Никее, её представлял комит Петрона и начальник штаба Иоанн. Собор провёл восемь заседаний, только последнее из которых состоялось 23 октября 787 года в Константинополе в присутствии Ирины и императора, её сына. Собор начал свою работу с принятия решения в отношении епископов-иконоборцев, многих из которых разрешили допустить к участию в работе Собора, приняв их публичное раскаяние. И лишь на пятом заседании по предложению папских легатов в храм, где заседал Собор, была принесена икона.
Самым главным итогом работы собора стал догмат о иконопочитании, изложенный в оросе собора. В этом документе восстанавливалось почитание икон и разрешалось употреблять в церквах и домах иконы Господа Иисуса Христа, Божией Матери, Ангелов и Святых, чествуя их «почитательным поклонением».

### Догмат

#### На древнегреческом языке
Τούτων οὕτως ἐχόντων, τήν βασιλικήν ὥσπερ ἐρχόμενοι τρίβον, ἐπακολουθοῦντες τῇ θεηγόρῳ διδασκαλίᾳ τῶν ἁγίων πατέρων ἡμῶν, καί τῇ παραδόσει τῆς καθολικῆς ἐκκλησίας ∙ τοῦ γάρ ἐν αὐτῇ οἰκήσαντος ἁγίου πνεύματος εἶναι ταύτην γινώσκομεν ∙ ὁρίζομεν σύν ἀκριβείᾳ πάσῃ καί ἐμμελείᾳ
παραπλησίως τοῦ τύπου τοῦ τιμίου καί ζωοποιοῦ σταυροῦ ἀνατίθεσθαι τάς σεπτάς καί ἁγίας εἰκόνας, τάς ἐκ χρωμάτων καί ψηφῖδος καί ἑτέρας ὕλης ἐπιτηδείως ἐχούσης ἐν ταῖς ἁγίαις τοῦ Θεοῦ ἐκκλησίαις, ἐν ἱεροῖς σκεύεσι καί ἐσθῆσι, τοίχοις τε καί σανίσιν, οἴκοις τε καί ὁδοῖς ∙ τῆς τε τοῦ κυρίου καί Θεοῦ καί σωτῆρος ἡμῶν Ἰησοῦ Χριστοῦ εἰκόνος, καί τῆς ἀχράντου δεσποίνης ἡμῶν ἁγίας Θεοτόκου, τιμίων τε ἀγγέλων, καί πάντων ἁγίων καί ὀσίων ἀνδρῶν. Ὅσῳ γάρ συνεχῶς δι' εἰκονικῆς ἀνατυπώσεως ὁρῶνται, τοσοῦτον καί οἱ ταύτας θεώμενοι διανίστανται πρός τήν τῶν πρωτοτύπων μνήμην τε καί ἐπιπόθησιν, καί ταύταις τιμητικήν προσκύνησιν καί ἀσπασμόν ἀπονέμειν, ού μήν τήν κατά πίστιν ἡμῶν ἀληθινήν λατρείαν, ἥ πρέπει μόνῃ τῇ θείᾳ φύσει. Ἀλλ' ὅν τρόπον τῷ τύπῳ τοῦ τιμίου καί ζωοποιοῦ σταυροῦ καί τοῖς ἁγίοις εὐαγγελίοις καί τοῖς λοιποῖς ἱεροῖς ἀναθήμασι, καί θυμιασμάτων καί φώτων προσαγωγήν πρός τήν τούτων τιμήν ποιεῖσθαι, καθώς καί τοῖς ἀρχαίοις εὐσεβῶς εἴθισται. Ἡ γάρ τῆς εἰκόνος τιμή ἐπί τό πρωτότυπον διαβαίνει ∙ καί ὁ προσκυνῶν τήν εἰκόνα, προσκυνεῖ ἐν αὐτῇ τοῦ ἐγγραφομένου τήν ὑπόστασιν.

#### На латинском языке
His itaque se habentibus, Regiae quasi continuati semitae, sequentesque divinitus inspiratum sanctorum Patrum nostrorum magisterium, et catholicae traditionem Ecclesiae (nam Spiritus Sancti hanc esse novimus, qui nimirum in ipsa inhabitat), definimus in omni certitudine ac diligentia,
sicut figuram pretiosae ac vivificae crucis, ita venerabiles ac sanctas imagines proponendas, tam quae de coloribus et tessellis, quam quae ex alia materia congruenter se habente in sanctis Dei ecclesiis et sacris vasis et vestibus et in parietibus ac tabulis, domibus et viis; tam videlicet imaginem domini Dei et salvatoris nostri Iesu Christi, quam intemeratae dominae nostrae sanctae Dei genitricis, honorabilium que angelorum, et omnium sanctorum simul et almorum virorum. Quanto enim frequentius per imaginalem formationem videntur, tanto qui has contemplantur, alacrius eriguntur ad primitivorum earum memoriam et desiderium, et his osculum et honorariam adorationem tribuendam. Non tamen veram latriam, quae secundum fidem est, quae que solam divinam naturam decet, impartiendam; ita ut istis, sicuti figurae pretiosae ac vivificae crucis et sanctis evangeliis et reliquis sanctis monumentis, incensorum et luminum ad harum honorem efficiendum exhibeatur, quemadmodum et antiquis piae consuetudinis erat. Imaginis enim honor ad primitivum transit; et qui adorat imaginem, adorat in ea depicti subsistentiam.

#### На церковнославянском языке
Си́мъ та́кѡ сꙋ́щымъ, а҆́ки ца́рскимъ пꙋте́мъ ше́ствꙋюще, послѣ́дꙋюще бг҃оглаго́ливомꙋ ᲂу҆че́нїю ст҃ы́хъ ѻ҆тє́цъ на́шихъ и҆ преда́нїю каѳолі́ческїѧ цр҃кве, [вѣ́мы бо, ꙗ҆́кѡ сїѧ̀ є҆́сть дх҃а ст҃а́гѡ въ не́й живꙋ́щагѡ,] со всѧ́кою достовѣ́рностїю и҆ тща́тельнымъ разсмотрѣ́нїемъ ѡ҆предѣлѧ́емъ:
подо́бнѡ и҆зѡбраже́нїю чⷭ҇тна́гѡ и҆ животворѧ́щагѡ крⷭ҇та̀, полага́ти во ст҃ы́хъ бж҃їихъ цр҃квахъ, на сщ҃е́нныхъ сосꙋ́дахъ и҆ ѻ҆де́ждахъ, на стѣна́хъ и҆ на дска́хъ, въ дома́хъ и҆ на пꙋтѧ́хъ, чⷭ҇тны̑ѧ и҆ ст҃ы̑ѧ і҆кѡ́ны, напи̑санныѧ кра́сками и҆ и҆з̾ дро́бныхъ ка́менїй и҆ и҆з̾ дрꙋга́гѡ спосо́бнагѡ къ томꙋ̀ вещества̀ ᲂу҆строѧ́ємыѧ, ꙗ҆́коже і҆кѡ́ны гдⷭ҇а и҆ бг҃а и҆ сп҃са на́шегѡ і҆и҃са хрⷭ҇та̀, и҆ непоро́чныѧ влⷣчцы на́шеѧ ст҃ы́ѧ бг҃оро́дицы, та́кожде и҆ чⷭ҇тны́хъ а҆́гг҃лѡвъ, и҆ всѣ́хъ ст҃ы́хъ и҆ прпⷣбныхъ мꙋже́й. Е҆ли́кѡ бо ча́стѡ чрез̾ и҆зѡбраже́нїе на і҆кѡ́нахъ ви́димы быва́ютъ, потоли́кꙋ взира́ющїи на ѻ҆́ныѧ подвиза́емы быва́ютъ воспомина́ти и҆ люби́ти первоѻбра́зныхъ и҆̀мъ, и҆ че́ствовати и҆̀хъ лобыза́нїемъ и҆ почита́тельнымъ поклоне́нїемъ, не и҆́стиннымъ, по вѣ́рѣ на́шей, бг҃опоклоне́нїемъ, є҆́же подоба́етъ є҆ди́номꙋ бж҃ескомꙋ є҆стествꙋ̀, но почита́нїемъ по томꙋ̀ ѻ҆́бразꙋ, ꙗ҆́коже и҆зѡбраже́нїю чⷭ҇тна́гѡ и҆ животворѧ́щагѡ крⷭ҇та̀ и҆ ст҃о́мꙋ є҆ѵⷢ҇лїю и҆ про́чымъ ст҃ы́нѧмъ, ѳѷмїа́момъ и҆ поставле́нїемъ свѣще́й че́сть воздае́тсѧ, ꙗ҆ковы́й и҆ ᲂу҆ дре́внихъ бл҃гоче́стный ѻ҆бы́чай бы́лъ. И҆́бо че́сть воздава́емаѧ ѻ҆́бразꙋ прехо́дитъ къ первоѻбра́зномꙋ, и҆ покланѧ́ющїйсѧ і҆кѡ́нѣ, покланѧ́етсѧ сꙋществꙋ̀ и҆зѡбраже́ннагѡ на не́й.

#### На русском языке
Поэтому мы, шествуя как бы царским путём и следуя богоглаголивому учению святых отцов и преданию кафолической церкви и Духу Святому, в ней живущему, со всяким тщанием и осмотрительностью определяем:

подобно изображению честного и животворящего Креста, полагать во святых Божиих церквах, на священных сосудах и одеждах, на стенах и на досках, в домах и на путях, честные и святые иконы, написанные красками и сделанные из мозаики и из другого пригодного к этому вещества, иконы Господа и Бога и Спаса Нашего Иисуса Христа, непорочные Владычицы нашея Святыя Богородицы, также и честных ангелов и всех святых и преподобных мужей. Ибо, чем чаще через изображение на иконах они бывают видимы, тем более взирающие на них побуждаются к воспоминанию о самих первообразах (των πρωτοτύπων) и к любви к ним и к тому, чтобы чествовать их лобызанием и почитательным поклонением (τιμητικήν προσκύνησιν), не тем истинным по нашей вере служением (λατρείαν), которое приличествует одному только Божескому естеству, но почитанием по тому же образцу, как оно воздается изображению честного и животворящего Креста и святому Евангелию, и прочим святыням, фимиамом и поставлением свечей, как делалось это по благочестивому обычаю и древними. Ибо честь, воздаваемая образу, восходит (διαβαίνει) к первообразу, и поклоняющийся (ο προσκυνών) иконе поклоняется (προσκυνεί) ипостаси изображенного на ней.— Догмат о иконопочитании Трехсот шестидесяти семи святых отцов Седьмого Вселенского Собора.

## События после Собора
После закрытия Собора епископы были распущены по своим епархиям с дарами от Ирины. Императрица приказала изготовить и поместить над воротами Халкопратии образ Иисуса Христа взамен уничтоженного 60 лет назад при императоре Льве III Исавре. К образу была сделана надпись: [образ], который некогда низверг повелитель Лев, вновь установила здесь Ирина.
По поручению Карла Великого франкские богословы прочли акты Собора; их категорически не приняли, а написали и прислали папе Адриану около 790 года сочинение «Libri Carolini quatuor», состоящее из 85 глав, в котором решения Никейского собора подвергнуто критике, они содержат около 120 возражений против Второго Никейского собора, выраженных в достаточно резких словах dementiam (с лат. — «безумие»), priscae Gentilitatis obsoletum errorem (с лат. — «устаревшие языческие заблуждения»), insanissima et absurdissima (с лат. — «безумная абсурдность»), derisione dignas naenias (с лат. — «утверждения, достойные высмеивания»). 
Изложенное в «Каролингских книгах» отношение к священным изображениям возникло, предположительно, после плохого перевода актов Второго Никейского собора. Наиболее возмутило богословов Карла следующее место, совершенно испорченное в переводе, слова Константина, епископа Константийского (Саламинского), митрополита Кипрского: др.-греч. δεχόμενος και άσπαζόμενος τιμητικώς τάς άγιας σεπτάς εικόνας καί τήν κατά λατρείαν προσκύνησιν μόνη τή ύπερουσίω καί ζωαρχική Τριάδι άναπέμπω — приемлю и лобызаю с честию святые и честные иконы, a поклонение служением воссылаю единой пресущественной и животворящей Троице. В латинском тексте это место перевели: лат. suscipio et amplector honorabiliter sanctas et venerandas imagines secundum servitium adorationis, quod consubstantiali et vivificatrici Trinitati emitto — признаю и принимаю честь святых и уважаемых изображений рабским служением, которое вслед за единосущной и животворящей Троицой воссылаю. Выражение лат. servitium adorationis — буквально «рабское служение» в латинском языке это поклонение, относящиеся исключительно к Богу.
Данный латинский текст в западном богословии является ересью, поскольку иконам совершается поклонение равное Богу. Хотя в догмате Второго Никейского собора данной фразы в латинском тексте нет, но западные богословы посчитали, что раз слова иконослужителя Константина не вызвали протеста со стороны никейских отцов, следовательно, он говорил с согласия остальных.
Собственные взгляды франкских богословов по данному вопросу сводятся к следующему:
- Оба собора (754 г. и 787 г.) – вышли из границ истины, так как иконы не идолы, и иконам служить не должно («мы ничего не отвергаем, кроме [божественного) поклонения иконам»).
- Одному только Богу должно служить, одному только Ему должно воздавать (божественное) поклонение, один только Он должен быть славим.
- Святым должно быть воздаваемо почитание.
- Иконы, за отвержением всякого им служения, и поклонения (во всех формах, напр., воскурением фимиама, возжением свеч), дозволяется употреблять для памяти о прошедшем и для украшения.
- Иконы нельзя сравнивать со священными сосудами, Евангелием, крестом, реликвиями святых («мы почитаем святых в их телах, или лучше – в останках тел, или также в одеждах»).
- Как предметы священные, иконы не следует ставить и в местах нечистых, например, при дорогах.

В 825 году Людовик Благочестивый собрал в Париже Собор епископов и богословов, на котором вновь были осуждены постановления Второго Никейского собора. Парижский собор осудил как иконоборцев, так и иконопоклонников. По мнению Собора, совершать поклонение (др.-греч. λατρεία) подобает одному Богу; неверно иконы приравнивать ко святому Кресту; иконы присутствуют не для поклонения, a для воспоминания благочестивой любви (лат. pro amoris pii memoria), являются украшением, a для невежд — научением, при таком отношении к ним они не вредят вере.
Отдельные голоса против VII вселенского собора в галльской церкви были до конца IX—X веков.
На Константинопольском соборе 869—870 годов папские легаты подтвердили определения Второго Никейского собора. В западной церкви поклонение иконам не получило признания в качестве общеобязательного догмата, но теоретические обоснования иконопочитания в католическом богословии в целом соответствовали Второму Никейскому собору.
Собор не смог остановить движение иконоборцев. Это было сделано только на Константинопольском соборе 843 года при императрице Феодоре. В ознаменование окончательной победы над иконоборцами и всеми еретиками был установлен праздник Торжества Православия, который положено праздновать в первое воскресенье Великого Поста и который празднуется до сих пор в Православной Церкви.